# 지미 존스 (가수)
지미 존스(영어: Jimmy Jones, 1930년 6월 2일 ~ 2012년 8월 2일)는 미국의 가수였다. 1960년대 R&B 히트곡 "Handy Man"으로 유명하며 감미로운 가성으로 노래했다.